# Sant'Agata del Bianco
Sant'Agata del Bianco è un comune italiano di 546 abitanti della città metropolitana di Reggio Calabria in Calabria.

## Geografia fisica
Sant'Agata del Bianco è un comune montano posto su una collina a 405 m s.l.m., ad est del capoluogo di Reggio Calabria. Il suo territorio è compreso nella Comunità montana Aspromonte Orientale.

## Storia
La storia di Sant'Agata del Bianco è strettamente legata a quella del vicino paese di Precacore (odierna Samo): lo storico Vincenzo Tedesco riporta una notizia, non suffragata da fonti documentarie, secondo cui dopo il terremoto del 1349, che distrusse il borgo fortificato di Palecastro, parte della popolazione si trasferì nel luogo detto "Giardino di Campolaco", fondando un nuovo insediamento chiamato Sant'Agata, in onore dell'omonima santa, assunta a protettrice contro future disgrazie. Oltre a questo aneddoto, le prime notizie su Sant'Agata, che sorse fin dall'inizio come casale di Precacore, risalgono al XV secolo, quando è attestato un tal Andrea di Sant'Agata, abate del monastero di San Nicola di Butramo nel 1488.
I primi feudatari di Sant'Agata, compresa nella Baronia di Bianco, furono i Ruffo, la cui ultima rappresentante Enrichetta Ruffo, moglie del nobile spagnolo Antonio Centelles, alla sua morte nel 1453 lasciò i propri diritti ereditari al marito. Tuttavia la Baronia di Bianco passò a Tommaso Caracciolo il Rosso, spogliato di tutti i suoi beni nel 1457 per aver congiurato contro il re di Napoli Ferrante d’Aragona, il quale nel 1458 assegnò il feudo ad Andrea De Pol. Nel 1462 Centelles, che era stato perdonato da re Ferrante per aver complottato contro di lui, venne reintegrato di tutti i suoi possedimenti, tra cui Sant'Agata: tre anni dopo, però, il feudatario tornò a congiurare contro il sovrano e fu nuovamente punito con la confisca dei beni, che per breve tempo tuttavia vennero amministrati dal fratello, Alfonso Centelles. Per circa trent’anni, dal 1466 al 1496, Sant'Agata, insieme alla vicina Precacore, fu una terra demaniale (ossia senza vincoli feudali), in attesa che tutti i beni della Baronia fossero venduti all’asta. Infine, nel 1496 il feudo venne acquistato dal nobile messinese Tommaso Marullo, la cui famiglia ebbe dal re il titolo di conti di Condojanni e lo mantenne fino alla fine del XVI secolo; per una breve parentesi (1554-1569) il paese fu acquistato da Uberto Squarciafico, banchiere e imprenditore genovese. I Marullo riottennero il centro montano nel 1569, ma ben presto si trovarono pieni di debiti, per via della loro cattiva gestione economica: per pagare i creditori, nel 1589 il feudo venne confiscato e messo all’asta. Sant'Agata fu acquistata da Giacomo Tranfo, patrizio di Tropea, la cui famiglia possedette il paese fino alla metà del XVIII secolo, ottenendo anche il titolo di duca di Precacore, ma anch'essi si indebitarono fortemente, subendo il sequestro del feudo per ripagare i creditori: a loro succedettero i De Franco, che acquistarono il paese nel 1743 e vi esercitarono la loro podestà feudale fino all'eversione della feudalità nel 1806.
Secondo una relazione del 1641, redatta dal vescovo di Gerace Lorenzo Tramallo, si sa che Sant’Agata aveva una chiesa parrocchiale, due chiese non parrocchiali, due chiese dirute di libera collazione, una chiesa di giuspatronato e una chiesa eretta a devozione; vi erano inoltre tre confraternite religiose, intitolate al Santissimo Sacramento, al Santissimo Rosario e a San Nicola. Invece, nella relazione della visita ad limina del vescovo Vincenzo Vincentino nel 1655, si riporta una popolazione di 1 485 abitanti (di cui 1055 si comunicavano). In questo periodo Sant'Agata diede i natali anche ad illustri personaggi del mondo della cultura: è il caso di Antonio Tommaso Barbaro, nato il 3 marzo 1697, sacerdote e letterato di fama nazionale che visse prima a Napoli e poi a Venezia, divenendo anche membro dell'Arcadia di Roma.
Il terremoto del 1783 provocò gravi danni al territorio e alle case del paese, che contava 436 abitanti; la Chiesa Matrice venne distrutta e la prima scossa del 5 febbraio 1783 registrò il crollo di una trave che fu retta dal braccio della statua della Santa che, così, salvò la vita dei fedeli. Dopo l'eversione della feudalità, con il nuovo ordinamento amministrativo disposto dal re Giuseppe Bonaparte nel 1807, Sant'Agata divenne un municipio autonomo e fu compresa nel circondario di Bianco, parte del Distretto di Gerace: da allora prese il nome che mantiene ancora oggi. Nel 1806, nell'ottica della resistenza borbonica agli occupanti francesi, il capobanda borbonico Giuseppe Monteleone di Serra San Bruno, intento ad infiammare la guerriglia antifrancese in Aspromonte, uccise presso il Convento del Crocefisso Giuseppe Melina, massaro e mastro di seta, primo sindaco di Sant’Agata del Bianco eletto durante il Decennio francese.
Dopo il ritorno dei Borbone, anche nel paese aspromontano si diffuse un sentimento patriottico e liberale, testimoniato dalla cospirazione mazziniana del 1847 (nota come Rivolta di Gerace): infatti il giovane patriota Rocco Verduci, uno dei cosiddetti "Cinque Martiri di Gerace", si riunì con i suoi seguaci santagatesi (Domenico Pizzinga, Giovanni Borgia, Giuseppe Politanò, Francesco Strati, Domenico De Luca, Ferdinando Medici, Gaetano Vizzari) nel Palazzo Borgia di Sant’Agata per dare avvio alla rivoluzione del distretto di Gerace. Il 6 agosto 1847 si trovava a Sant’Agata il viaggiatore inglese Edward Lear, il quale fu ospitato dalla famiglia De Franco e disegnò un paesaggio santagatese con lo sfondo del palazzo baronale a due piani e della Chiesa di San Nicola.
Annessa al Regno d'Italia, Sant’Agata fu marginalmente coinvolta nella repressione del brigantaggio postunitario, in quanto il 14 settembre 1861 vi soggiornò la banda del generale legittimista José Borjés, accolto nel palazzo del barone De Franco, ma poi scacciato dalla vicina Caraffa del Bianco dopo uno scontro a fuoco con le Guardie Nazionali del paese. Nel primo dopoguerra il paese partecipò attivamente alle lotte contadine per l'occupazione delle terre, scaturite dall'emanazione del Decreto Visocchi nel 1919, che redistribuiva i latifondi ai contadini ex-combattenti. In epoca fascista il paese fu unito amministrativamente con i comuni limitrofi di Samo, Casignana e Caraffa del Bianco nel nuovo ente comunale di Samo di Calabria: tale fusione durò dal 1927 al 1946, quando tutti i suddetti comuni riottennero la propria autonomia amministrativa. Dagli anni cinquanta agli anni settanta la storia di Sant'Agata è narrata nelle opere dello scrittore Saverio Strati, nativo del paese e vincitore del Premio Campiello nel 1977.

### Simboli
Lo stemma e il gonfalone del comune di Sant'Agata del Bianco sono stati concessi con decreto del presidente della Repubblica del 15 maggio 1963.
(D.P.R. del 15 maggio 1963)
Il gonfalone è un drappo di azzurro.

## Società

### Evoluzione demografica
Abitanti censiti

### Etnie e minoranze straniere
Gli stranieri residenti a Sant'Agata del Bianco al 1º gennaio 2020 sono 28 e rappresentano il 4,8% della popolazione residente: la comunità straniera più numerosa è quella proveniente dalla Romania con il 39,3% di tutti gli stranieri presenti sul territorio (11 persone), seguita dall'India, con il 39,3% e 11 residenti.

## Cultura

### Istruzione
Il Comune di Sant'Agata del Bianco ospita nel suo territorio un asilo comunale e una scuola elementare.

### Premio Letterario
Nel 2018 l'amministrazione comunale del paese ha deciso di istituire un premio letterario alla memoria di Saverio Strati, illustre scrittore santagatese scomparso quattro anni prima.

## Economia
L'economia del paese si basa principalmente sull'agricoltura e sull'allevamento, con produzione di agrumi, olive e uva, mentre i capi di bestiame principali sono quelli bovini e caprini.

## Infrastrutture e trasporti
Il territorio di Sant'Agata del Bianco è collegato alla SS 106, che arriva fino a Bianco: da qui si dirama la SP 69, che giunge fino al paese.

## Amministrazione
| Periodo          | Periodo        | Primo cittadino    | Partito      | Carica  | Note |
| ---------------- | -------------- | ------------------ | ------------ | ------- | ---- |
| 17 novembre 1996 | 13 maggio 2001 | Stefano Ceratti    | lista civica | sindaco |      |
| 13 maggio 2001   | 29 maggio 2006 | Stefano Ceratti    | lista civica | sindaco |      |
| 29 maggio 2006   | 16 maggio 2011 | Giuseppe Strangio  | lista civica | sindaco |      |
| 16 maggio 2011   | 5 giugno 2016  | Giuseppe Strangio  | lista civica | sindaco |      |
| 5 giugno 2016    | in carica      | Domenico Stranieri | lista civica | sindaco |      |

## Sport
A Sant'Agata del Bianco sono presenti due associazioni sportive: la A.S.D. Atletico Sant'Agata, che partecipa a tutti i campionati giovanili della F.I.G.C.; e la A.S.D. Cricket Calabria, nata da un'idea del dottor Jaime Gonzalez, spagnolo esperto di turismo sportivo, che ha voluto introdurre il gioco del cricket in Calabria.

## Biografia
- Davide Codespoti, Il catasto onciario di Precacore in terra di Calabria Ultra (1745), Promocultura, Gerace 2024.
- Domenico Romeo, Precacore e Sant'Agata in Calabria Ultra nell'apprezzo del 1741, AGE, Ardore 2014.